# Bohumil Navrátil
Bohumil Navrátil (21. února 1870 Vyškov – 2. července 1936 Brno-Řečkovice) byl moravský historik, archivář, profesor obecných dějin na Masarykově univerzitě v Brně, první děkan brněnské filosofické fakulty a rektor Masarykovy univerzity.

## Život
Bohumil Navrátil po gymnaziálních studiích nejprve začal studovat práva (1889–1892), ale vztah k dějinám rodného Vyškovska jej přivedl ke studiu historie na filosofické fakultě v Praze (1892–1895), kde byli mezi jeho učiteli např. Jaroslav Goll nebo Antonín Rezek. Roku 1896 získal doktorát z historie, pak studoval v Berlíně a v Bonnu (1896–1897). Po krátké kariéře v Univerzitních knihovnách v Praze (1898–1900) a v Brně (1900–1908) se stal moravským zemským archivářem. Po založení Filosofické fakulty MU byl dne 9. srpna 1920 jmenován řádným univerzitním profesorem se zaměřením na dějiny středověku a stal se také prvním děkanem této fakulty (1920–1921). V akademickém roce 1926–1927 byl rektorem Masarykovy univerzity. Z odborného hlediska se věnoval především moravským církevním dějinám 16. století. Zemřel po dlouhé nemoci v roce 1936.

### Rodinný život
Dne 4. července 1901 se oženil s Bertou Kateřinou Heyduškovou (1875–1942). Bydlel v Mokré Hoře. Manželé Navrátilovi měli tři děti. Dcera Bohunka byla manželkou architekta Václava Roštlapila (1901—1979).

## Dílo

### Monografie a edice
- Biskupství Olomoucké 1576 – 79 a volba Stanislava Pavlovského. Praha 1909.
- Listy Palackého Bočkovi. Brno 1901.
- Jesuité olomoučtí za protireformace. Akty a listiny z let 1558 – 1619, I. 1558 – 1590. Brno 1916.
- Brněnské archivy. Zemské hlavní město Brno, redaktor A. V. Kožíšek. Brno 1928.

### Drobnější studie
- František Kameníček. ČMM 54, 1930, s. 1–14.
- Glosy k dějinám moravského knihtisku. ČMM 26, 1902, s. 43–56.
- List Brněnských Bart. Paprockému. ČMM 47, 1923.
- Paměti, kterak jsou město Vyškov v rebelii rebelantům poddali a co kteří proti jeho velebné knížecí Milosti mluvili. Vyškovské noviny 1903, č. 1–3, roč. XII.
- První pokusy o moravskou univerzitu. Ročenka Masarykovy univerzity v Brně 1926, 1927.
- Příspěvek k dějinám arcibiskupství olomouckého. ČČH 2, 1896. s. 135. – recenze: D’Elvert, Zur Geschichte des Erzbisthums Olmütz
- Vilém Prusinovský do roku 1565. ČČH 5, 1899, s. 205–216.
- Vincenc Brandl. ČMM 26, 1902, s. 301–364.
- Vlastivědná práce a studentstvo. Moravská orlice, příloha k číslu z 27. srpna 1890.
- Z Komise na vydávání historických památek moravských při Matici moravské. ČMM 32, 1908, s. 183–185.
- Z nové literatury o jesuitech. ČČH 4, 1898, s. 108–121, 179–189.